# Callyspongia infundibuliformis
Callyspongia infundibuliformis är en svampdjursart som först beskrevs av Bergquist, Morton och Tizard 1971.  Callyspongia infundibuliformis ingår i släktet Callyspongia och familjen Callyspongiidae. Inga underarter finns listade i Catalogue of Life.